# Беценцуреби
Беценцуреби (груз. ბეწენწურები) — село в Грузии, на территории Тианетского муниципалитета края (мхаре) Мцхета-Мтианети.

## География
Село находится в центральной части Грузии, на правом берегу реки Иори, на расстоянии приблизительно 16 километров (по прямой) к юго-востоку от посёлка городского типа Тианети, административного центра муниципалитета. Абсолютная высота — 1040 метров над уровнем моря.

## Население
По результатам официальной переписи населения 2014 года в Беценцуреби проживало 9 человек (4 мужчины и 5 женщин). В национальной структуре населения грузины составляли 100 %.
| Год  | Население, человек |
| ---- | ------------------ |
| 2002 | 15                 |
| 2014 | ↘ 9                |